# Antonia Bill

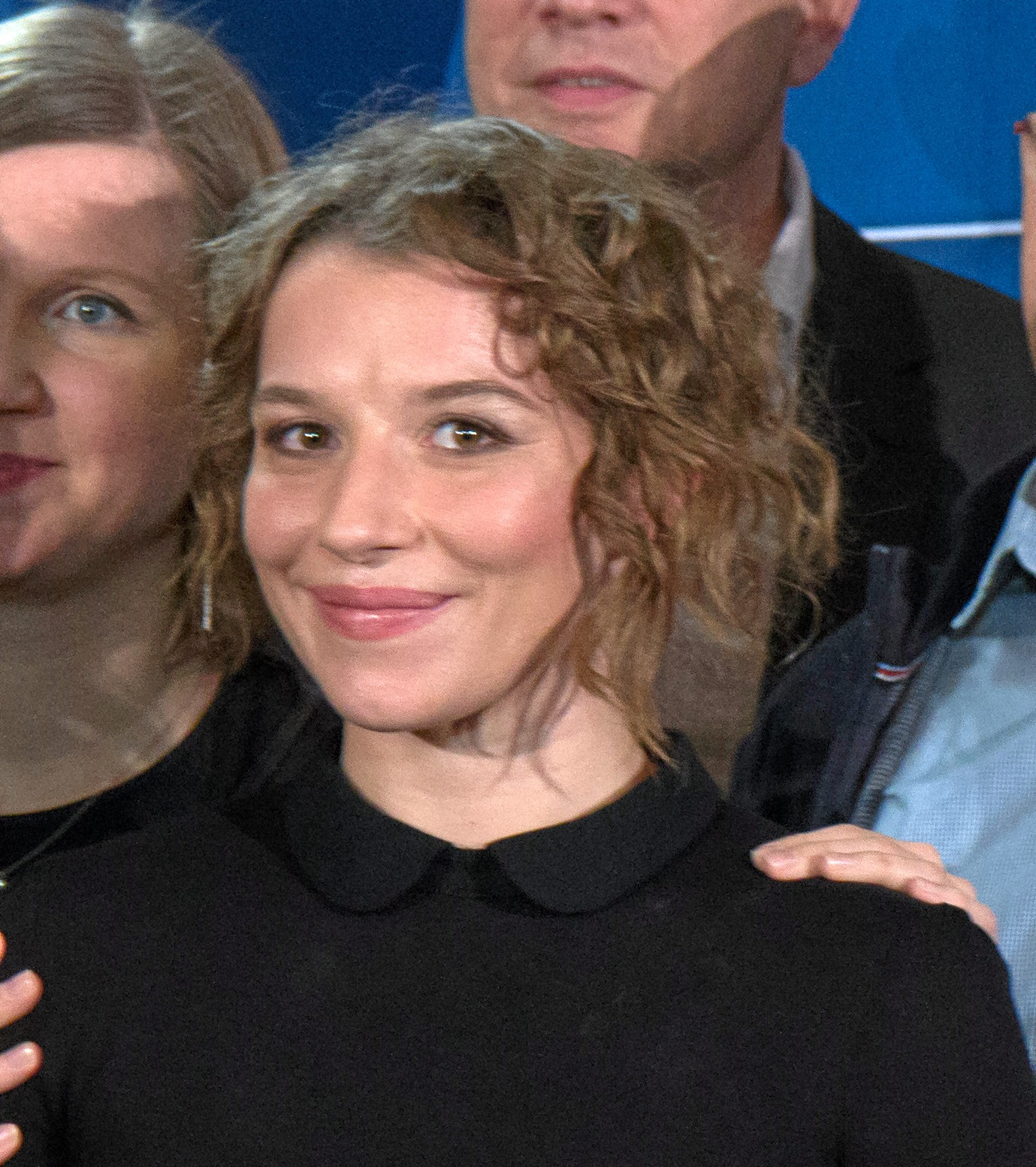
Antonia Bill (2017)

Antonia Bill (* 1988 in München) ist eine deutsche Schauspielerin und Sängerin. Sie ist die Tochter der Kabarettistin Claudia Bill.

## Leben
Aufgewachsen im fränkischen Dorf Effeltrich, stand Antonia Bill bereits als Kind gemeinsam mit Mutter, Vater und Schwester im Kleinkunsttheater Fifty-Fifty in Erlangen auf der Bühne. Von 2008 bis 2012 studierte sie an der Hochschule für Schauspielkunst „Ernst Busch“ Berlin. Außer am Studiotheater der Hochschule (bat) hatte sie bereits in der Studienzeit Auftritte am Theater in Erlangen und am Deutschen Theater in Berlin. 2011 wurde Antonia Bill von Claus Peymann an das Berliner Ensemble geholt, wo sie von 2012 bis 2017 eine feste Anstellung hatte.
Die erste Hauptrolle in einem Kinofilm spielte sie 2013 in Die andere Heimat – Chronik einer Sehnsucht von Regisseur und Autor Edgar Reitz.

## Filmografie
- 2013: Die andere Heimat – Chronik einer Sehnsucht
- 2015: Spreewaldkrimi: Die Sturmnacht (Fernsehreihe)
- 2015: Der Tatortreiniger: E.M.M.A – 206 (Fernsehserie)
- 2017: Tatort: Der wüste Gobi (Fernsehreihe)
- 2018: Das Institut – Oase des Scheiterns (Fernsehreihe)
- 2018: Letzte Spur Berlin (Fernsehreihe, Folge Unvergessen)
- 2018: Werk ohne Autor
- 2018: In aller Freundschaft – Die jungen Ärzte (Fernsehserie, Folge Stunde Null)
- 2019: Großstadtrevier (Fernsehserie, Folge Im Zweifel)
- 2019: SOKO Köln (Fernsehserie, Folge Schuld)
- 2020: Check Check (Fernsehserie)
- 2021: Toni, männlich, Hebamme – Gestohlene Träume (Fernsehserie)
- 2021: Die Chefin (Fernsehserie, Folge Murnau)
- 2021: Rosamunde Pilcher: Im siebten Himmel (Fernsehreihe)
- 2022: Stasikomödie
- 2022: Vierwändeplus (Fernsehserie)
- 2022: Süßer Rausch (2-teiliger Fernsehfilm)
- 2023: SOKO Hamburg (Fernsehserie, Folge Altes Land, neues Glück)
- 2023: Am Ende – Die Macht der Kränkung (Fernsehserie)
- 2023: Mord oder Watt? (Fernsehreihe, Folge Ebbe im Herzen)
- 2023: Winterwalzer (Fernsehfilm)
- 2023: SOKO Wismar (Fernsehserie, Folge Kurzes Glück)
- 2024: Familie Anders (Fernsehreihe, Folge Die rosarote Brille)
- 2024: Mord oder Watt? (Fernsehreihe, Folge Für Immer Matjes)
- 2024: Marie fängt Feuer (Fernsehreihe, Folge Herz über Kopf)
- 2024: Tatort: Siebte Etage
- 2024: Jenseits der Spree (Fernsehserie, Folge Invasion)
- 2025: Leibniz – Chronik eines verschollenen Bildes
- 2025: Ein starkes Team – Fast perfekte Morde (Fernsehfilmreihe)
- 2025: Sturm kommt auf (Fernsehfilm)

## Theater
- 2008: Witold Gombrowicz: Iwona, die Prinzessin v. Burgund (Isa) – Regie: Iwona Jera (Das Theater Erlangen)
- 2008: Aischylos: Orestie (Iphigenie) – Regie: Marc Pommerening (Das Theater Erlangen)
- 2010: Ewald Palmetshofer: hamlet ist tot. keine schwerkraft (Dani) – Regie: Alexander Riemenschneider (Deutsches Theater Berlin)
- 2011: Georg Büchner: Leonce und Lena (Rosetta) – Regie: (Alexander Lang) (Berliner Arbeiter-Theater – bat)
- 2011: Georg Büchner: Dantons Tod (Lucile) – Regie: Claus Peymann (Berliner Ensemble)
- 2012: James Matthew Barrie: Peter Pan (Nixe/Whibbeles) – Regie: Robert Wilson/CocoRosie (Berliner Ensemble)
- 2012: William Shakespeare: Was ihr wollt (Olivia) – Regie: Katharina Thalbach (Berliner Ensemble)
- 2013: Ödön von Horváth: Don Juan kommt aus dem Krieg – Regie: Luc Bondy (Berliner Ensemble)
- 2013: Friedrich Schiller: Kabale und Liebe (Luise) – Regie: Claus Peymann (Berliner Ensemble)
- 2014: Irmgard Keun: Das kunstseidene Mädchen (Doris) – Regie: Carsten Golbeck (Renaissance-Theater (Berlin))
- 2014: Pierre Carlet de Marivaux: Der Streit (Adine) – Regie: Jutta Ferbers (Berliner Ensemble)
- 2014: Georg Büchner: Woyzeck (Margreth) – Regie: Leander Haußmann (Berliner Ensemble)
- 2014: Gotthold Ephraim Lessing: Nathan der Weise (Recha) – Regie: Claus Peymann | (Berliner Ensemble)
- 2014: Bertolt Brecht: Hans im Glück (Hanne)  – Regie:  Sebastian Sommer (Berliner Ensemble)
- 2015: Bertolt Brecht: Der gute Mensch von Sezuan (Shen Te/Shui Ta) – Regie: Leander Haußmann (Berliner Ensemble)
- 2015: Johann Wolfgang von Goethe (Textfassung: Jutta Ferbers): Faust I und II (I: Margarete; II: Geist/Nymphe/Trojanerin) – Regie: Robert Wilson (Berliner Ensemble)
- 2017: Heinrich von Kleist: Prinz Friedrich von Homburg (Natalie) – Regie: Claus Peymann (Berliner Ensemble)
- 2017: Einar Schleef: Gertrud – Regie: Jakob Fedler (Deutsches Theater Berlin – Kammerspiele)
- 2018: Leander Haußmann: Haußmanns Staatssicherheitstheater (Ramona als junge Frau) – Regie: Leander Haußmann (Volksbühne Berlin)

## Auszeichnungen
- 2011: 1. Preis beim Bundeswettbewerb Gesang Berlin in der Kategorie Chanson
- 2011: Vontobel-Preis
- 2014: Nominierung zum Preis der deutschen Filmkritik als „Beste Darstellerin“ für Die andere Heimat
- 2015: Daphne-Zuschauerpreis der Berliner Theatergemeinde